# Canzonissime (album)
Canzonissime è un album discografico del gruppo musicale italiano Statuto, pubblicato nel 1996 dalla Sony Music.

## Il disco
È il quinto album musicale degli Statuto, il primo prodotto dalla Sony Music, dopo il divorzio dalla casa discografica precedente.
Si caratterizza per una forte influenza pop rock, dovuta alla sempre crescente ondata di pop e brit pop inglese  avuta negli anni novanta, e contiene 8 brani di cui 7 inediti e una cover, La mia banda suona il rock versione italiana di Girls and Boys dei Blur.
L'unico singolo estratto da questo album è Solo tu, di cui verrà poi realizzato un videoclip, anche se riscuoterà parecchio successo il brano Pugni chiusi, ispirato dalla più famosa That's Entertainment dei The Jam.

## Tracce
1. Solo tu
2. Liberi liberi
3. Con te
4. Una donna per amico
5. Pensiero stupendo
6. Il cielo in una stanza
7. Pugni chiusi
8. La mia banda suona il rock (versione italiana di Girls and Boys dei Blur)

## Formazione
- Oscar Giammarinaro - Oskar - cantante
- Giovanni Deidda - Naska - batteria
- Rudy Ruzza - basso
- Alex Loggia - Bumba - chitarra
- Davide Rossi - Junior - tastiera